# Alfredo Opisso y Viñas
Alfredo Opisso y Viñas (Tarragona, 1847-Barcelona, 1924) fue un médico, militar, botánico, periodista, escritor, crítico de arte, historiador y traductor español. Usó a veces el pseudónimo de Carlos Mendoza. Fue padre del dibujante Ricardo Opisso y de la escritora Regina Opisso.

## Biografía
Nació en Tarragona a mediados del siglo XIX. Era hijo de José Opisso y Roig (1820-1886) y de su esposa Antonia Viñas. De los hermanos de Alfredo, su hermana Antonia Opisso y Viñas, fue escritora y monja, y su hermano Antonio Opisso y Viñas, fue también periodista. Fue padre del historietista, dibujante e ilustrador Ricardo Opisso y Sala (1880-1966) y de la escritora Regina Opisso (1879-1965), y abuelo del pintor Alfredo Opisso Cardona (1907-1980) y del escritor Arturo Llorens y Opisso (Arturo Llopis).
Médico del Cuerpo de Sanidad de la Armada en 1870, Alfredo fue concejal del ayuntamiento de su ciudad natal. Se casó con Antonia Sala y Gil, procedente de una familia de pintores y poetas, con la que tuvo once hijos. La familia se trasladó a Barcelona en 1882.
Escribió ensayos históricos, biografías de personajes españoles del siglo XIX y obras divulgativas sobre botánica, viajes, filosofía, crítica de arte o novelas de aventuras. Mención aparte merece su Historia de España y de las repúblicas latino-americanas en veinticinco volúmenes publicada entre 1885 y 1900. También tradujo libros médicos del inglés y del italiano, como los Elementos de Histología de Edward Enmmanuel Klein, novelas históricas tan famosas como Los últimos días de Pompeya, de Bulwer Lytton o de aventuras como las de Emilio Salgari (La venganza de Sandokán, La destrucción de Cartago, etc.).
Desde 1899, fue redactor sobre materias divulgativas de La Vanguardia, periódico del que llegó ser codirector a partir de 1901. El 25 de noviembre de 1923 fue nombrado miembro de la Real Academia de Buenas Letras de Barcelona. Fue también correspondiente de la Real Academia de la Historia y socio de mérito de la Real Sociedad Arqueológica Tarraconense. Fue sepultado en el cementerio del Este de Barcelona.

## Obras

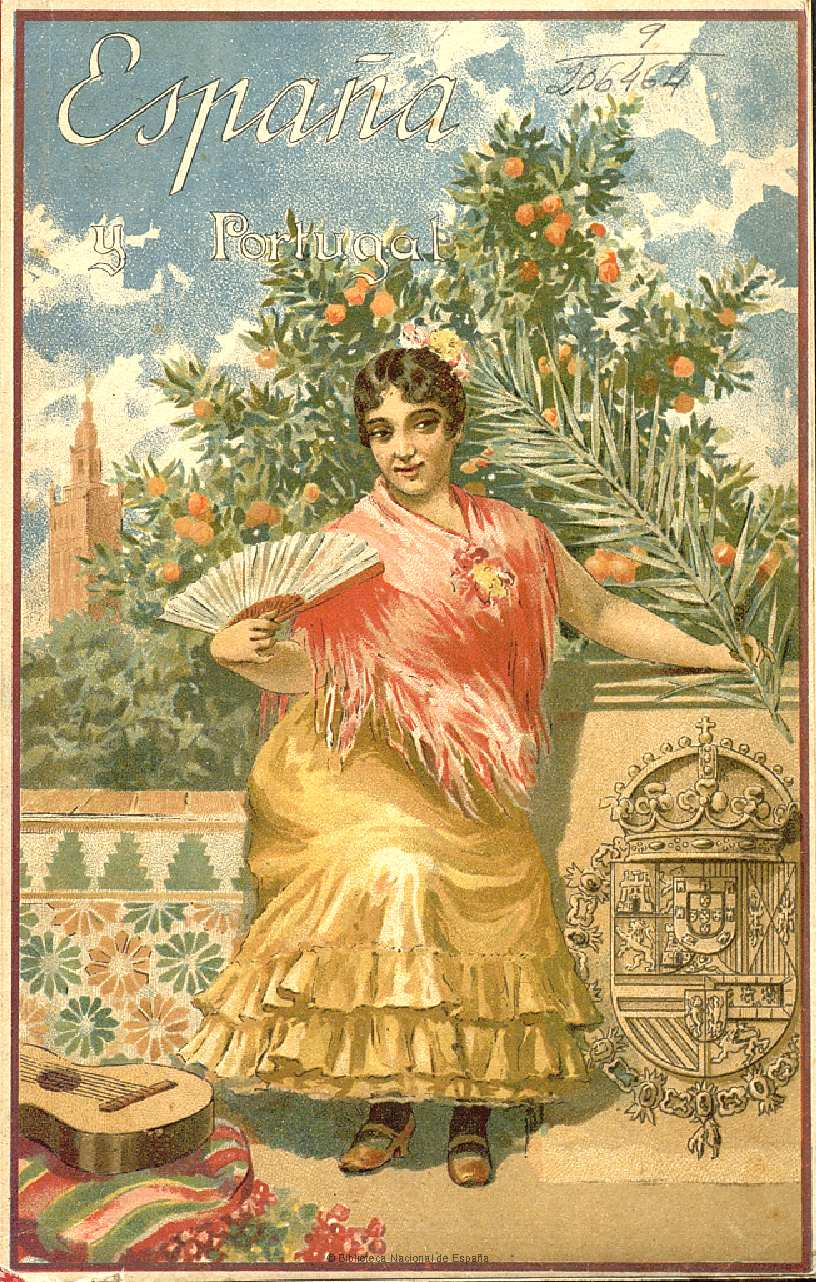
España y Portugal

### Historia y viajes
- Historia de Europa, 1880.

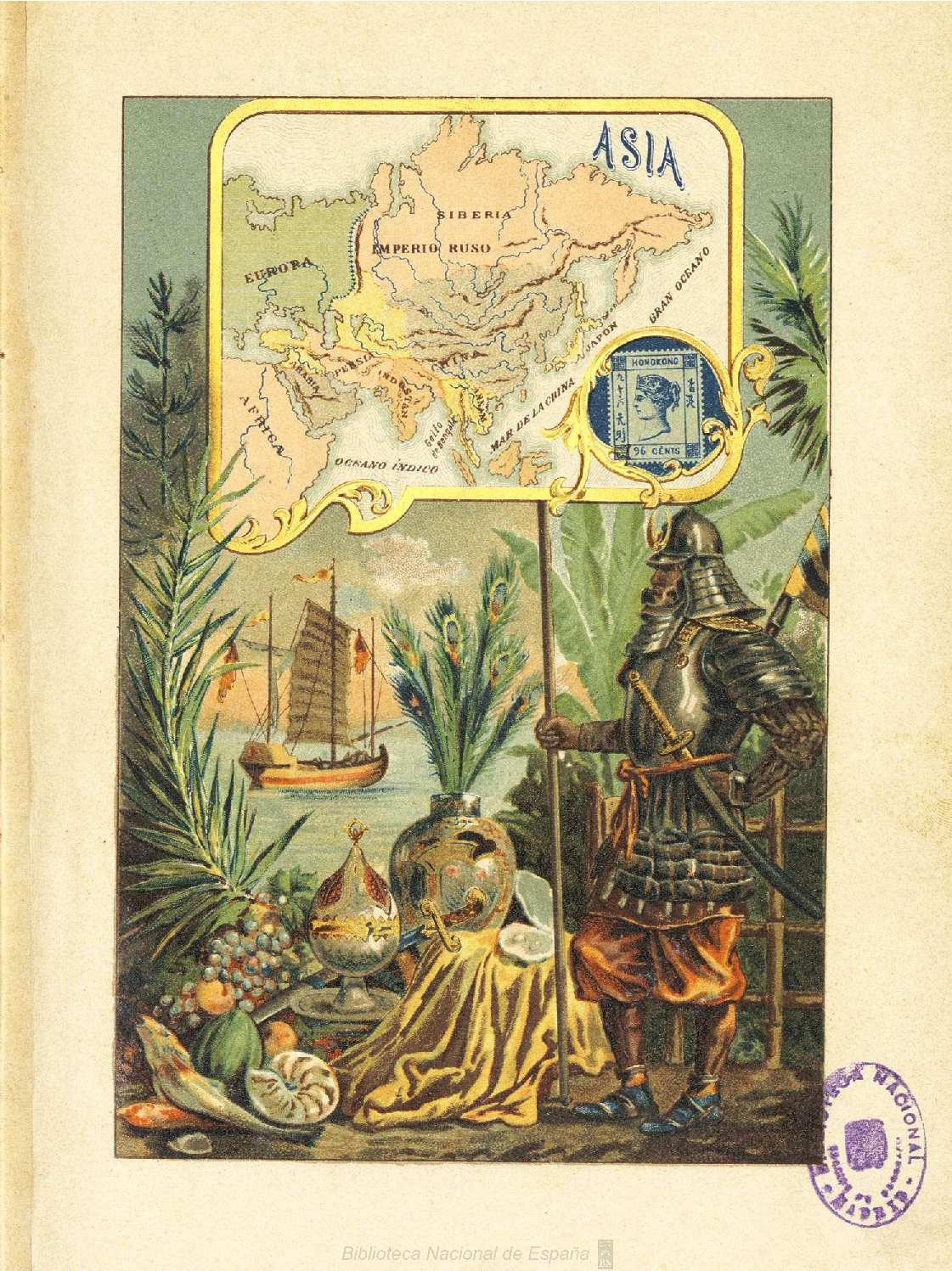
Ilustración de Viajes a Oriente, de Alfredo Opisso, 1898.

- Historia de España y de las repúblicas latino-americanas, 1885-1900, 25 vols.
- Historia de la Europa moderna. Del Manual de historia europea, con especial atención a la situación española, que abarca desde la Revolución Francesa a finales del siglo XIX. Barcelona: Ramón Molinas, 1890, 2 vols.
- España y Portugal: Su historia, su geografía, su arte y sus costumbres. Barcelona, Antonio J. Bastinos, 1896.
- Alemania: Su historia, su geografía, su arte y sus costumbres. Barcelona: Librería de Antonio J. Bastinos, 1896.
- La América sajona: Su historia, geografía, industria y costumbres, flora y fauna de ambos estados, 1897.
- La América colombiana: Ecuador-Colombia, Venezuela 1898.
- Chile y Bolivia: su geografía, su historia, sus habitantes y costumbres, 1898.
- El Asia Musulmana. El Asia Central Rusa; Bukharia; El Turquestán; El Turquestán Chino.... Barcelona: Librería de Antonio J. Bastinos, 1898.
- Viajes a Oriente, Librería de Antonio J. Bastinos Editor, 1898
- Europa Moderna. Occidente: España y Portugal; Italia y Suiza; Francia é Inglaterra. Barcelona: Imp. Elzeviriana, 1907.
- Los estados Balkanicos: Su historia, su geográfica, su arte y sus costumbres (1907).
- Semblanzas políticas del siglo XIX, 1908
- Viajes por Europa
- Batallas del siglo XIX, 2 vols.
- Historia de la Guardia Civil
- La conquista de África, 4 vols.
- La revolución Francesa (1789-1795).

- Con el pseudónimo de Carlos Mendoza, Glorias españolas... Ilustrado con magníficas cromolitografías y profusión de grabados originales..., Barcelona: Est. Tipo litográfico de Ramón Molinas, 1888-1892, 4 vols.

### Narrativa
- La crisis de Baldomero Fuentes
- Historia de Sixto Ardecha
- La vara del corregidor
- El capitán Petroff
- La máscara de bronce
- En las garras del águila, 1920.
- Todo se pasa
- Con el pseudónimo de Carlos Mendoza, El grito de la independencia (1807-1813). Novela histórica original en dos tomos ilustrados. Barcelona: R. Molinas, 1881, 2 vols.

### Medicina
- La Leyenda de las plantas: mitos, tradiciones, creencias y teorías relativos a los vegetales Establ. Tipolitográfico Editorial de Ramón Molinas, 1880.
- Los remedios vegetales: tratado popular de las plantas empleadas en medicina, 1910.
- Medicina social: estudio de las enfermedades colectivas; sus causas, profilaxis y remedios, Sucesores de Manuel Soler, 1920.
- Medicina doméstica: guía para los primeros auxilios en casos de enfermedades apremiantes y en los accidentes desgraciados, 1927.

### Arte
- Estudios de estética: estética general, teoría del arte, historia general de las bellas artes. Barcelona: José Gallach, s. a.
- Arte y artistas catalanes (Barcelona: La Vanguardia, 1900)

### Poesía
- El alma del mundo

### Filosofía
- El arte de pensar (Barcelona: Calpe, 1919)

### Otros
- Nociones de economía política, 1905.
- Plantas Industriales. Plantas Alimenticias, Textiles, Sacarinas, Oleaginosas, Tintoreas, Curtientes, Sucesores De Manuel Soler.